# Jean-Baptiste Denisart

Collection de décisions nouvelles, 1771.

Jean-Baptiste Denisart, né 1er octobre 1713 à Iron et mort le 4 février 1765 à Paris, est un procureur au Grand Châtelet.

## Biographie
Il a donné une Collection de décisions, plusieurs fois réimprimée de 1754 à 1771.
Cet ouvrage renfermait des inexactitudes qu'on a cherché à faire disparaître dans le Nouveau Denisart, publié de 1783 à 1808.